# Ingenio Azucarero La Esperanza
El Ingenio Azucarero La Esperanza fue el primer ingenio azucarero de Bolivia. Comenzó sus operaciones el año 1944. Durante 21 años produjo miles y miles de quintales de azúcar para el mercado boliviano hasta su cierre y posterior desmantelamiento en 1965.
El ingenio estuvo a cargo del arquitecto Luis Iturralde Levy y de Ernesto Aponte. Debido a grandes deudas contraídas por parte de la empresa, (que no pudo pagar) el ingenio fue cerrado y desmantelado en 1965.
Los terrenos del ingenio pertenecieron a Waldo Bravo.